# Vítězství
Vítězství je termín, který označuje úspěch v boji. Vítězství lze dosáhnout nad nepřítelem ve vojenském konfliktu, nebo nad soupeřem ve sportovní soutěži nebo i v politickém, nebo uměleckém zápolení. Opakem vítězství je prohra nebo porážka, pokud je porážka velmi výrazná, může se prohra označit termínem debakl.
Slovem výhra také označujeme pomyslné vítězství v loterii nebo v sázkové hře, kdy se obvykle jedná o náhodný zisk buďto určité peněžní částky nebo nějaké věci resp. hmotného předmětu.